# Eudule annuligera
Eudule annuligera là một loài bướm đêm trong họ Geometridae.